# Parapherusa crassipes
Parapherusa crassipes är en kräftdjursart som först beskrevs av William Aitcheson Haswell 1880.  Parapherusa crassipes ingår i släktet Parapherusa och familjen Melitidae. Inga underarter finns listade i Catalogue of Life.